# Resolución 2087 del Consejo de Seguridad de las Naciones Unidas
La Resolución 2087 del Consejo de Seguridad de las Naciones Unidas fue adoptada por unanimidad el 22 de enero de 2013. Después de recordar todas las resoluciones pertinentes anteriores sobre la situación de Corea del Norte, incluidas las resoluciones 825 (1993), 1540 (2004), 1874 (2009), 1695 (2006) y 1718 (2006), el Consejo condenó el lanzamiento de cohetes del 12 de diciembre de 2012 por parte del país norcoreano.

## Puntos tratados
El Consejo afirmó la legitimidad de todos los países de explorar el espacio de acuerdo al derecho internacional, incluidas las restricciones impuestas por el Consejo de Seguridad.
Se condenó el lanzamiento de un misil con un satélite artificial por parte del Corea del Norte el 12 de diciembre de 2012, ya que utilizó tecnología de misiles balísticos, violando las resoluciones 1718 y 1874. Se exigió al país norcoreano el cese de su programa de misiles balísticos y de pruebas nucleares, además de que evitara las provocaciones.
La resolución contó con dos anexos:
- Anexo 1: se detallan las personas contra las cuales se aplica la prohibición del viaje y el congelamiento de los depósitos bancarios.
- Anexo 2: una lista de organizaciones a las que se les congeló el saldo de bancos extranjeros.

La comisión creada para la resolución 1718 para vigilar las sanciones contra Corea del Norte recibió instrucciones para informar si un barco se negara a ser inspeccionado. Se permitió a los países confiscar y destruir el material confiscado en violación de las sanciones.
El Consejo afirmó que se requería de una solución diplomática y demandó retomar el diálogo para dejar a la península de Corea libre de armas nucleares. Finalmente, se argumentó que las sanciones no podrían agravar la situación humanitaria de Corea del Norte.